# Robert Hetzron
Robert Hetzron, nacido Herzog (31 de diciembre de 1938, Budapest – 12 de agosto de 1997, Santa Bárbara (California)), fue un lingüista húngaro de nacimiento conocido por su trabajo comparativo de las lenguas afroasiáticas, así como por ser uno de los mayores expertos mundiales en lenguas cushitas y lenguas etiópicas.

## Biografía
Nacido en Hungría, Hetzron estudió en la Universidad de Budapest. Después de la revuelta húngara de 1956, se mudó a Viena y más tarde a París, donde estudió con André Martinet y Joseph Tubiana. En 1960/61 estudió finés en Jyväskylä, somalí en Londres e italiano en Perugia. Recibió su maestría en la Universidad Hebrea de Jerusalén bajo la supervisión de Hans Jakob Polotsky, y su doctorado en la Universidad de California en Los Ángeles bajo la supervisión de Wolf Leslau. De 1966 hasta su muerte fue profesor en la Universidad de California en Santa Bárbara.
Hetzron desarrolló ideas originales, principalmente sobre clasificación lingüística diacrónica. De acuerdo a su clasificación explícita y teóricamente fundamentada de las lenguas semíticas, el árabe se agrupó con las lenguas semíticas centrales en lugar de con las lenguas semíticas meridionales. Hetzron demostró que dentro del semítico etiópico el grupo gurage no es un grupo filogenéticamente válido. Su intento, de integrar la descripción del acento y la entonación es una contribución destacada (véanse sus publicaciones sobre el húngaro).

## Publicaciones destacadas

### Lengua húngara
- Hetzron, R. (1962) L'accent en hongrois. Paris, Bulletin de la Société de Linguistique de Paris 57, pp. 192-205.
- Hetzron, R. (1964) Les syntagmes à totalisateur du hongrois. Word 20, 55-71.

### Lenguas cushitas
- Hetzron, R. (1969). The Verbal System of Southern Agaw. Berkeley & Los Angeles: University of California Press. (Ph.D.-thesis)

### Lenguas etiópicas
- Hetzron, R. (1972). Ethiopian Semitic: studies in classification. Manchester. ISBN 0-7190-1123-X.
- Hetzron, R. (1977). The Gunnän-Gurage Languages. Napoli: Istituto Orientale di Napoli.
- Hetzron, R. (1996). «The two futures in Central and Peripheral Western Gurage».  En Grover Hudson, ed. Essays on Gurage language and culture: dedicated to Wolf Leslau on the occasion of his 90th birthday. Wiesbaden: Harrassowitz. pp. 101-109.
- Chamora, B.; Hetzron, R. Inor. Munich: Lincom Europa. ISBN 3-89586-977-5.

### Estudios comparativos del semítico y el afroasiático
- Hetzron, R. (1990). «Afroasiatic Languages».  En Bernard Comrie, ed. The World's major languages. Oxford: Oxford University Press.
- R.Hetzron, ed. (1997). The Semitic languages. Londres: Routledge. ISBN 0-415-05767-1.

### Conmemorativos
The 35th annual meeting of the North American Conference on Afroasiatic Linguistics (NACAL 35, San Antonio, 2007), which was initiated by Robert Hetzron at Santa Barbara in 1972, is dedicated to his memory.